# Linia U6 metra w Wiedniu
Linia U6 metra w Wiedniu – jedna z linii metra w Wiedniu. Jest najdłuższą linią wiedeńskiego metra typu premetro. Prowadzi z południa na północ Wiednia. Prawie w całości jej trasa biegnie nad ziemią. W odróżnieniu od pozostałych linii, nie jest zasilana z tzw. "trzeciej szyny", lecz z trakcji napowietrznej. W obecnej postaci kursuje od 1989, kiedy to otwarto jej pierwszy odcinek z Heiligenstadt do Philadelphiabrücke. Następne rozwinięcia linii nastąpiły w 1995 i 1996 roku, kiedy przedłużono ją z jednej strony od Philadelphiabrücke do Siebenhirten (1995), a z drugiej puszczono ją do stacji Floridsdorf, zamiast do Heiligenstadt (1996). Obecnie planuje się wydłużenie linii od stacji Floridsdorf do Stammersdorf.

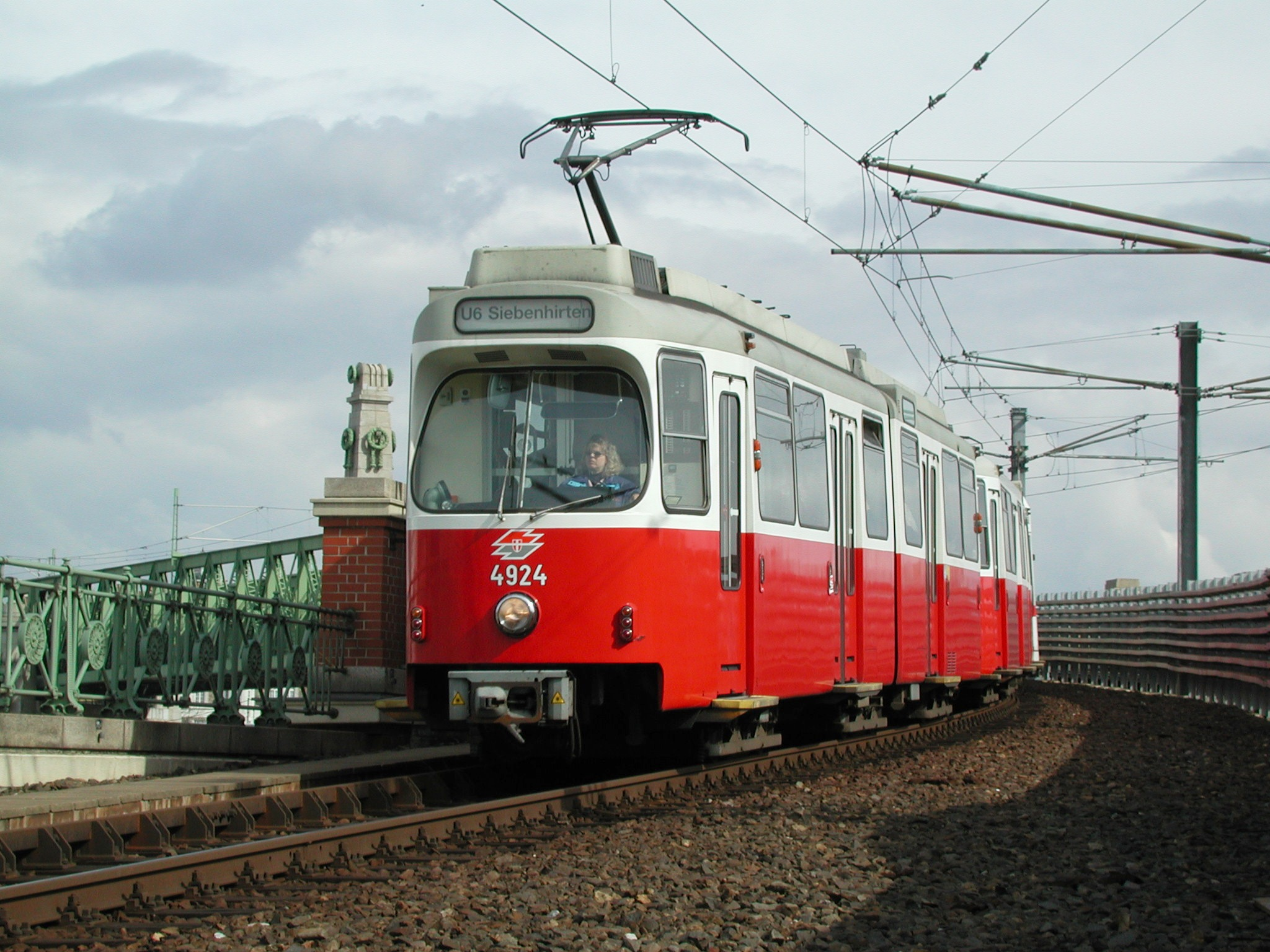
Wagon E6 na linii U6

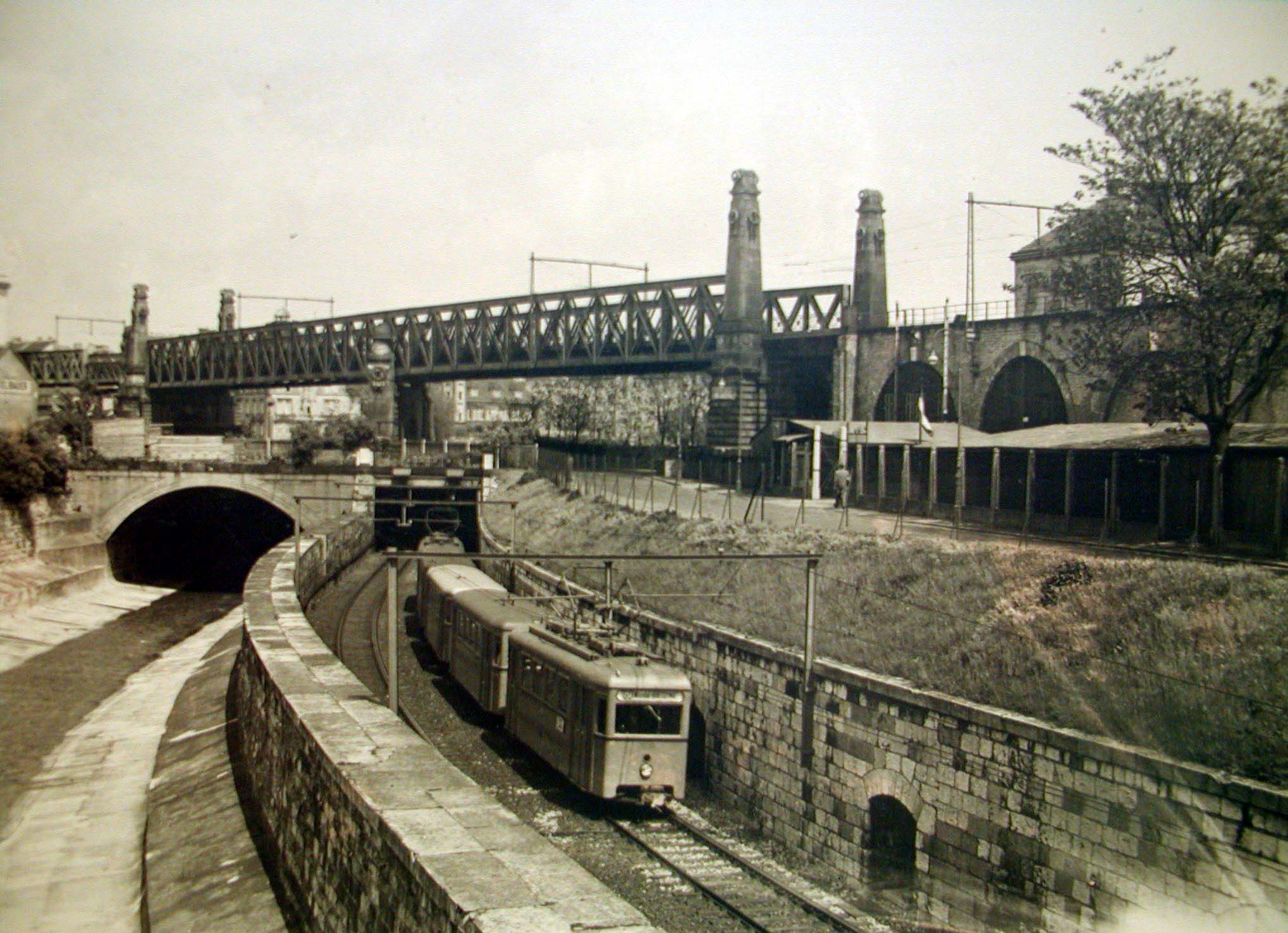
Linia U6 na początku XX wieku

Stacje:
| Nr | Stacja                     | Dzielnica                                    | Rozpoczęcie funkcjonowania |
| -- | -------------------------- | -------------------------------------------- | -------------------------- |
| 1  | Siebenhirten               | Liesing (23)                                 | 1995                       |
| 2  | Perfektastraße             | Liesing (23)                                 | 1995                       |
| 3  | Erlaaer Straße             | Liesing (23)                                 | 1995                       |
| 4  | Alterlaa                   | Liesing (23)                                 | 1995                       |
| 5  | Am Schöpfwerk              | Meidling (12)                                | 1995                       |
| 6  | Tscherttegasse             | Meidling (12)                                | 1995                       |
| 7  | Philadelphiabrücke         | Meidling (12)                                | 1989                       |
| 8  | Niederhofstraße            | Meidling (12)                                | 1989                       |
| 9  | Längenfeldgasse            | Meidling (12)                                | 1989                       |
| 10 | Gumpendorfer Straße        | Mariahilf (6), Rudolfsheim-Fünfhaus (15)     | 1989                       |
| 11 | Westbahnhof                | Neubau (7), Rudolfsheim-Fünfhaus (15)        | 1989                       |
| 12 | Burggasse                  | Neubau (7), Rudolfsheim-Fünfhaus (15)        | 1989                       |
| 13 | Thaliastraße               | Neubau (7), Ottakring (16)                   | 1989                       |
| 14 | Josefstädter Straße        | Josefstadt (8), Ottakring (16), Hernals (17) | 1989                       |
| 15 | Alser Straße               | Alsergrund (9), Hernals(17)                  | 1989                       |
| 16 | Michelbeuern-AKH           | Alsergrund (9), Währing (18)                 | 1989                       |
| 17 | Währinger Straße-Volksoper | Alsergrund (9), Währing (18)                 | 1989                       |
| 18 | Nußdorfer Straße           | Alsergrund (9), Währing (18)                 | 1989                       |
| 19 | Spittelau                  | Alsergrund (9)                               | 1996                       |
| 20 | Jägerstraße                | Brigittenau (20)                             | 1996                       |
| 21 | Dresdner Straße            | Brigittenau (20)                             | 1996                       |
| 22 | Handelskai                 | Brigittenau (20)                             | 1996                       |
| 23 | Neue Donau                 | Floridsdorf (21)                             | 1996                       |
| 24 | Floridsdorf                | Floridsdorf (21)                             | 1996                       |